# 陕西行政长官列表
下表列出陕西省自1911年起历任行政长官：

## 中華民國

### 军政长官
- 陕西都督府都督
  - 张凤翙
  - 陆建章（署）
- 威武将军督理陕西军务：陆建章
- 汉武将军督理陕西军务：陈树藩
- 陕西督军府督军
  - 陈树藩
  - 阎相文（署）
  - 冯玉祥（署）
  - 刘镇华
- 督办陕西军务善后事宜
  - 刘镇华
  - 吴新田
  - 孙岳
  - 李云龙（署）
  - 李云龙
  - 靳云鹗（吴佩孚任命）

### 民政长官
- 陕西行政公署民政长
  - 张凤翙
  - 高增爵（署）
  - 宋联奎（暂代）
  - 宋联奎（署）
- 陕西巡按使公署巡按使
  - 宋联奎（署）
  - 钮传善（暂代）
  - 吕调元
  - 陈树藩
- 陕西省长公署省长
  - 陈树藩
  - 李根源
  - 陈树藩
  - 刘镇华（署）
  - 张绍曾
  - 刘镇华
  - 刘治洲

## 中華民國
陝西省政府主席
1. 于右任（1927年6月～1930年10月）
2. 石敬亭（代理，1927年7月～11月）
3. 宋哲元（代理，1927年11月～1930年4月）
4. 田雄飛（代理，1928年5月～6月）
5. 劉郁芬（代理，1930年4月～10月）
6. 楊虎城（1930年10月～1933年5月）
7. 邵力子（1933年6月～1936年12月）
8. 王一山（代理，1936年12～1937年2月）
9. 孫蔚如（1937年2月～1938年7月）
10. 蔣鼎文（1938年6月～1941年7月）
11. 熊　斌（1941年7月～1944年3月）
12. 祝紹周（1944年3月～1948年7月）
13. 董　釗（1948年7月～1949年12月）

## 中华人民共和国
| 姓名   | 籍 贯      | 在任时间             | 曾任最高职务                                        | 备注                                   |
| ------ | ---------- | -------------------- | --------------------------------------------------- | -------------------------------------- |
| 马明方 | 陕西米脂   | 1949年5月-1952年11月 | 中央西北局第三书记                                  | 陕北革命根据地的创始人和主要领导人之一 |
| 赵寿山 | 陕西户县   | 1952年11月-1959年7月 | 陕西省省长、国防委员会委员                          | 曾获一级解放勋章                       |
| 赵伯平 | 陕西蓝田   | 1959年7月-1963年3月  | 陕西省省长                                          |                                        |
| 李启明 | 山西神池   | 1963年3月-1968年4月  | 中共云南省委第二书记                                |                                        |
| 李瑞山 | 陕西延长   | 1966年5月-1978年12月 | 第七届全国人大常委                                  | 1997年10月22日病逝北京                 |
| 王任重 | 河北景县   | 1978年12月-1979年2月 | 国务院副总理、全国人大常委会副委员长 全國政協副主席 | 1992年4月3日病逝北京                   |
| 于明涛 | 河北深县   | 1979年2月-1983年4月  | 国家审计署首任审计长                                | 2017年5月28日病逝北京                  |
| 李庆伟 | 河北邢台   | 1983年4月-1986年12月 | 国务院发展研究中心副主任                            | 1994年10月18日病逝北京                 |
| 张勃兴 | 河北霸州   | 1986年12月-1987年9月 | 中共陕西省委书记                                    |                                        |
| 侯宗宾 | 河北南和   | 1987年9月-1990年3月  | 中纪委副书记、全国人大常委                          | 2017年11月14日病逝北京                 |
| 白清才 | 山西五台   | 1990年3月-1994年12月 | 第九届全国人大常委                                  |                                        |
| 程安东 | 安徽淮南   | 1994年12月-2002年5月 | 陕西省省长                                          | 任内因发生多起特大安全事故而受行政处分 |
| 贾治邦 | 陕西吴旗   | 2002年5月-2004年10月 | 国家林业局局长                                      |                                        |
| 陈德铭 | 上海市     | 2004年10月-2006年6月 | 海峡两岸关系协会会长                                |                                        |
| 袁纯清 | 湖南汉寿   | 2006年6月-2010年6月  | 中共山西省委书记，省人大常委会主任                  |                                        |
| 赵正永 | 浙江义乌   | 2010年6月-2012年12月 | 中共陕西省委书记，省人大常委会主任                  |                                        |
| 娄勤俭 | 贵州桐梓   | 2012年12月-2016年3月 | 现任全国人大外事委员会主任委员                      | 中共江苏省委书记，省人大常委会主任     |
| 胡和平 | 山东临沂   | 2016年3月-2018年1月  | 现任中共中央宣传部常务副部长                        |                                        |
| 刘国中 | 黑龙江望奎 | 2018年1月-2020年8月  | 现任中共中央政治局委员，国务院副总理                |                                        |
| 赵一德 | 浙江温岭   | 2020年8月-2022年12月 | 现任中共陕西省委书记，省人大常委会主任              |                                        |
| 赵刚   | 辽宁新民   | 2022年12月-          | 现任                                                |                                        |